# 고사이 천황
고사이 천황(일본어: 後西天皇, 1638년 4월 20일 ~ 1685년 3월 22일)은 제111대 일본 천황(재위: 1654년 ~ 1663년)이다. 휘는 나가히토 (良仁), 아명은 히데노미야 (秀宮), 별명은 하나마치노미야 (花町宮), 하나마치도노(花町殿)이다.

## 생애
처음에 다카마쓰노미야(高松宮) 초대 당주인 요시히토 친왕(好人親王)의 딸 아키코 여왕(明子女王)과 혼인하고 2대 다카마쓰노미야를 이어받아 하나마치노미야(花町宮)로 불렸다.
즉위 1년 전에는 형인 고코묘 천황(後光明天皇)의 묘다이(名代)로써 에도(江戸)에 가 있었다. 조오(承応) 3년(1654년) 고코묘 천황이 붕어했을 때 앞서 천황이 양자로 들였던 친동생 사토히토 친왕(識仁親王, 훗날의 레이겐 천황)은 젖도 못 뗀 갓난아이였고, 다른 형제들은 모두 출가한 상태였기 때문에 하나마치노미야가 형왕의 뒤를 이어 11월 28일에 즉위하게 되었고, 그의 즉위는 사토히토 친왕이 장성해 즉위할 때까지의 대리와도 같은 것이었다.
천황은 학문을 좋아하여 《수일집》(水日集) 등의 각종 문집을 만들었고, 와카에도 재능을 보였으며 고전의 이해에도 뛰어났다. 간분(寬文) 3년(1663년) 1월 26일에 천황은 10세가 된 사토히토 친왕에게 양위하였다.
천황의 재위 중에 이세 신궁(伊勢神宮)・오사카성(大坂城)・교토 다이리(内裏) 등의 화재나 메이레키 에도 대화재를 비롯해 전국 각지에서 지진, 물난리 등의 천재지변이 자주 일어났으며, 당시 사람들은 천황의 부덕을 탓했고 천황 자신도 이를 괴로워하다 양위하였다고도 전한다. 또한 당시 교토 조정의 구게(公家) 나카미카도 노부스미(中御門宣順)의 일기 《선순경기》(宣順卿記)나 미부 다다토시(壬生忠利)의 《충리숙례기》(忠利宿禰記) 간분 2년(1662년) 9월 23일조에도 도쿠가와 이에쓰나(徳川家綱)의 사자인 기라 와카사노카미(吉良若狭守))가 뇨인(女院)에게 천황의 양위를 아뢰었다고 들었다고 적혀 있다. 이들 기사를 전제로 천황에게 양위를 독촉했던 배후 세력으로써 고미즈노오 법황(後水尾法皇) 막부가 거론되고 있으며, 아울러 유력 도자마 다이묘인 센다이번주 다테 쓰나무네가 고사이 천황 자신과는 종형제지간이라는 점을 막부가 탐탁지 않게 생각했다고도 한다. 그러나 이에 대해 양위는 어디까지나 천황 자신의 자발적인 것이었다고 주장하는 설도 존재한다.
조쿄(貞享) 2년(1685년) 붕어하였다. 향년 47세.

## 인물
오로지 학문에 몰두하여 『수일집 (水日集)』, 『겐지문서(源氏聞書)』, 『백인일수문서(百人一首聞書)』 등의 저서를 다수 남겼다. 와카의 재능도 있고, 고전에 대한 이해도 깊었다. 또한 다도, 화도, 향도에도 능통하였다.
또한, 「고사이인(後西院)」의 호는 준나 천황과 처지가 비슷하여 그의 별칭인 사이인노미카도(西院帝, 서원제)에 後를 붙인 것이라고 한다.

## 가족관계
고미즈노오 천황의 8황자. 어머니는 텐지 호슌몬인(逢春門院) 후지와라노 타카코 (좌중장 쿠시게 타카치카의 딸). 사촌동생으로 센다이번주 3대 다테 츠나무네가 있다.
- 뇨고 : 아키코 여왕 (1638년 ~ 1680년) - 타카마츠노미야 요시히토 친왕의 딸
  - 1황녀 : 마사코 내친왕 (誠子内親王) (1654년 ~ 1686년)
  - 1황자 : 하치죠노미야 오사히토 친왕 (1654년 ~ 1675년)
- 텐지 : 후지와라노 (세이칸지) 토모코 (? ~ 1695년)
  - 2황자 : 아리스가와노미야 유키히토 친왕 (1656년 ~ 1699년)
  - 2황녀 : 쇼겐인노미야 (正源院宮) (1657년 ~ 1658년)
  - 3황녀 : 소에이 여왕 (宗栄女王) (1658년 ~ 1721년)
  - 4황녀 : 손슈 여왕 (尊秀女王) (1661년 ~ 1722년)
  - 4황자 : 기엔 법친왕 (義延法親王) (1662년 ~ 1706년)
  - 6황녀 : 엔코인노미야 (円光院宮) (1663년)
  - 5황자 : 텐신 법친왕 (天真法親王)
  - 7황녀 : 카야노미야 (賀陽宮, 케이토쿠인노미야 (桂徳院宮) (1666년 ~ 1675년)
  - 10황녀 : 마스코 내친왕 (益子内親王) (1669년 ~ 1738년) - 쿠죠 스케자네의 딸
  - 11황녀 : 리호 여왕 (理豊女王) (1672년 ~ 1745년)
  - 13황녀 : 즈이코 여왕 (瑞光女王) (1674년 ~ 1706년)
- 비 : 미나모토씨 - 이와쿠라 토모오키의 딸
  - 3황자 : 에이오 법친왕 (永悟法親王) (1659년 ~ 1676년)
- 비 : 후지와라씨 (우쿄노츠보네(右京局)) - 토미노코지 요리나오의 딸
  - 5황녀 : 츠네노미야 (常宮, 신쥬인노미야(真珠院宮)) (1661년 ~ 1665년)
- 비 : 후지와라노 (우메노코지) 테이시/사다코 - 코겐지 토모히데의 딸, 우메노코지 사다노리의 양녀
  - 8황녀 : 카쿠노미야 (香久宮) (1667년 ~ 1688년)
  - 9황녀 : 세이안 여왕 (聖安女王) (1668년 ~ 1712년)
  - 6황자 : 코벤 법친왕 (公判法親王) (1669년 ~ 1716년) - 천대좌주
  - 7황자 : 도유 입도친왕 (道祐入道親王) (1670년 ~ 1691년)
  - 8황자 : 하치죠노미야 나오히토 친왕 (1671년 ~ 1689년)
  - 12황녀 : 미츠노미야 (満宮, 호코인노미야(放光院宮)) (1672년 ~ 1677년)
  - 14황녀 : 손코 여왕 (尊杲女王) (1675년 ~ 1719년)
  - 15황녀 : 손쇼 여왕 (尊勝女王) (1676년 ~ 1703년)
  - 11황자 : 료오 법친왕 (良応法親王) (1678년 ~ 1708년) - 천대좌주
  - 16황녀 : 료게츠인 (涼月院) (1679년, 태어난 당일 사망) - 생모에 관해 이설 있음.
- 비 : 스가와라씨 (아제치노츠보네(按察使局)) - 타카츠지 토요나가의 딸
  - 9황자 : 도손 입도친왕 (道尊入道親王) (1676년 ~ 1705년)
- 비 : 후지와라노 (마츠키) 조오시 (条子) - 마츠키 무네조의 딸
  - 10황자 : 槿栄院宮 (1677년, 태어난 당일 사망)

## 재임 중의 연호
- 조오 (1654년 9월 20일 ~ 1655년 4월 13일)
- 메이레키 (1655년 4월 13일 ~ 1658년 7월 23일)
- 만지 (1658년 7월 23일 ~ 1661년 4월 25일)
- 간분 (1661년 4월 25일 ~ 1663년 1월 26일)

## 능・영묘

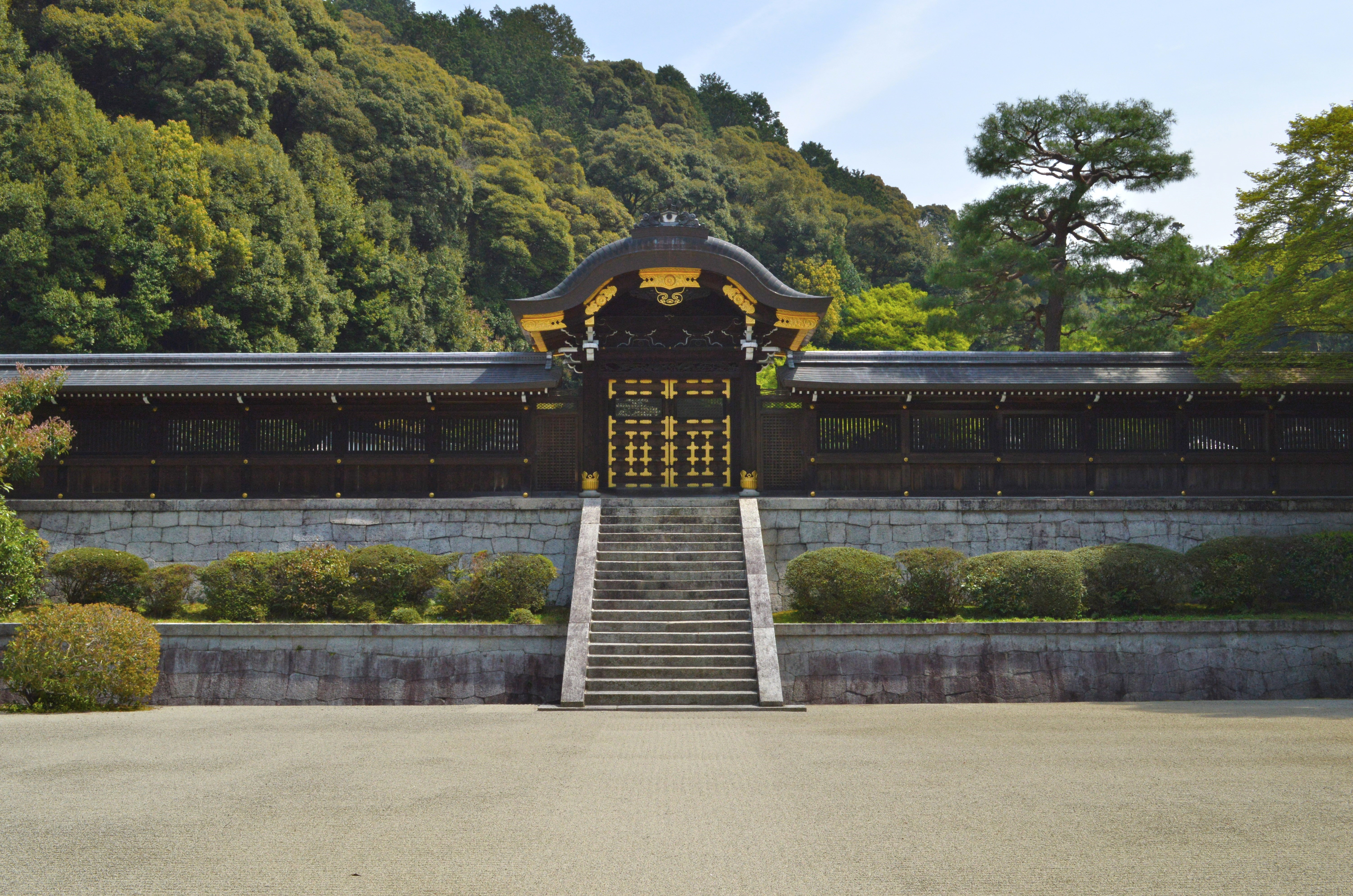
츠키노와능 (교토부 교토시)

능 (일본어: 陵 みささぎ[*])은 일본 궁내청에 의해 교토부 교토시 히가시야마구 이마구마노센잔초 센뉴지 내에 있는 츠키노와능 (일본어: 月輪陵 つきのわのみささぎ[*])로 치정되어있다. 궁내청 상의 형식은 석조 9층탑이다.
또한 고쿄에서는 코레이덴 (궁중3전 중 하나)에서 다른 역대 천황, 황족과 함께 천황의 혼이 모셔져있다.

## 같이 보기
- 일본 천황